# Dataphor
Dataphor è un RDBMS (sistema relazionale per la gestione di basi di dati) "veramente-relazionale", perché soddisfa le 12 regole di Codd.  Usa il linguaggio D4. Dataphor è considerato un DBMS virtuale o federato.
Il linguaggio D4 è stato costruito in conformità ai requisiti del Tutorial D di Christopher J DATE e Hugh DARWEN, ed ha una sintassi in stile Pascal-like. Il linguaggio ha dovuto includere i valori NULL dell'SQL a causa della sua natura federata che si affida su DBMS che usano l'SQL.
Dataphor viene sviluppato da Alphora, una divisione della Softwise che si occupa di sviluppare sistemi ERP. È stato il primo vero RDBMS dall'uscita di IBM BS12.
Intuitivamente, Dataphor permette all'utente di ottenere una applicazione di interfacciamento alla basi di dati che ne permette la manipolazione in modo completo ed utile.